# Покровка (Акмолинская область)
Покро́вка (каз. Покровка) — село в Атбасарском районе Акмолинской области Казахстана. Административный центр Покровского сельского округа. Код КАТО — 113852100.

## География
Село расположено на берегу реки Жабай, в северной части района, на расстоянии примерно 21 километров (по прямой) к северо-востоку от административного центра района — города Атбасар.
Абсолютная высота — 294 метров над уровнем моря.
Климат холодно-умеренный, с хорошей влажностью. Среднегодовая температура воздуха положительная и составляет около +3,6°С. Среднемесячная температура воздуха в июле достигает +20,1°С. Среднемесячная температура января составляет около -15,1°С. Среднегодовое количество осадков составляет около 405 мм. Основная часть осадков выпадает в период с июня по август.
Ближайшие населённые пункты: село Борисовка — на юге, село Полтавка — на северо-востоке, село Садовое — на юго-западе, село Новосельское — на северо-западе.
Близ села проходит автодорога республиканского значения — Р-12 «Кокшетау — Атбасар».

## Население
В 1989 году население села составляло 1721 человек (из них немцы — 52 %, украинцы — 20%).
В 1999 году население села составляло 1150 человек (560 мужчин и 590 женщин). По данным переписи 2009 года, в селе проживали 834 человека (416 мужчин и 418 женщин).
| Численность населения | Численность населения | Численность населения |
| 1989                  | 1999                  | 2009                  |
| --------------------- | --------------------- | --------------------- |
| 1721                  | ↘1150                 | ↘834                  |

## Улицы[8]
- ул. Абая
- ул. Жагалау
- ул. Жастар
- ул. Мадениет
- ул. Сарыарка

## Известные жители и уроженцы
- Чередниченко, Анастасия Никоновна (1911 — ?) — Герой Социалистического Труда.